# Калахасти, Калпана
Калпана Калахасти (1974 г.р.) — индийская учёная, инженер по электронике и связи, работающая в Индийской организации космических исследований (ISRO). В настоящее время она является заместителем директора проекта миссии Чандраян-3. Калпана сыграла важную роль в строительстве различных спутников Индии и участвовала в миссии «Чандраян-2».

## Ранняя жизнь и образование
Калпана родилась в Ченнаи в 1974 году.
Она окончила факультет электроники и связи Мадрасского университета.

## Карьера
В 2000 году она присоединилась к ISRO в качестве ученого. В первые годы Калпана работала над различными спутниковыми проектами и сыграла ключевую роль в успешном запуске нескольких спутников связи и дистанционного зондирования. Она была в авангарде разработки двигательных систем для точного позиционирования спутников и разработки современного оборудования для получения изображений Земли с высоким разрешением. В конце концов она стала частью миссии «Чандраян-2», знакового проекта для ISRO. В 2019 году она была назначена заместителем директора проекта миссии «Чандраян-3» и сыграла важную роль в проектировании и оптимизации систем спускаемых аппаратов на Луну.
В декабре 2023 года вошла в список 10 людей года по версии журнала Nature.